# Chatsworth House

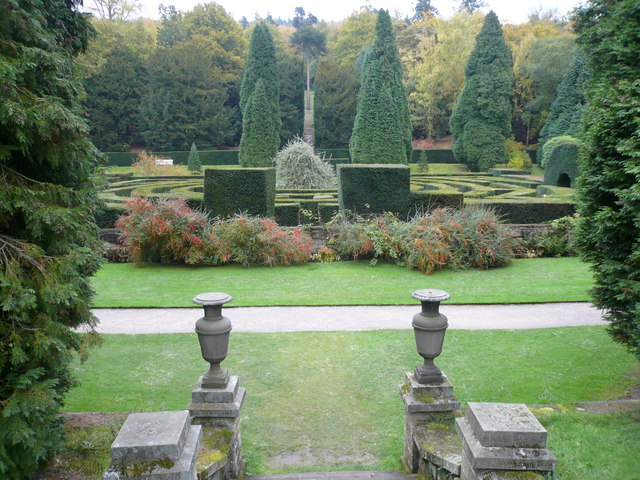

Chatsworth House je zámek v Derbyshire, Anglie. Je v Derbyshire Dales, asi 5,6 km (3,5 míle) severovýchodně od Bakewell a 14 km (9 mil) západně od Chesterfield. Je sídlem vévody z Devonshire a byl domovem rodiny Cavendishů od roku 1549.
Stojí na východním břehu řeky Derwent. Chatsworth lze pozorovat přes hřeben nízkých kopců, které rozdělují Derwent a údolí Wye.

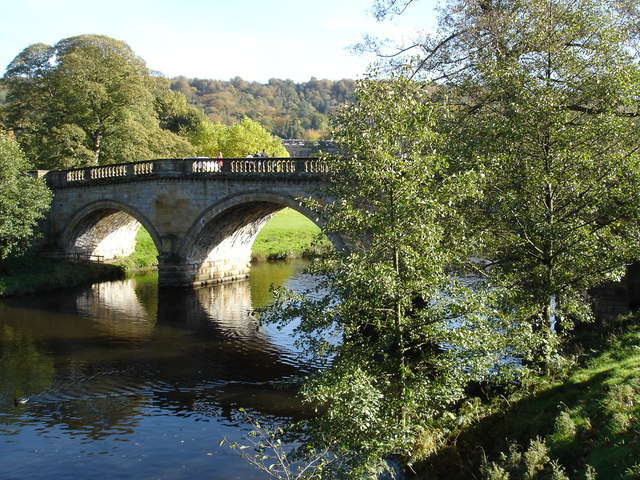
Most přes Derwent

## Park
Chatsworth zahrada přitahuje kolem 300.000 návštěvníků ročně. Má komplexní směs různých objektů, z šesti různých století a pokrývá plochu 105 akrů (0,42 km²). Zahrada je obklopena zdí 2,8 km (1,75 mil) dlouhou. Lesy na rašeliništích na východ od údolí tvoří kulisu zahrady. Na zahradě pracuje přibližně 20 zahradníků na plný úvazek. Průměrné srážky jsou okolo 33,7 palce (855 mm) ročně, a tam je v průměru 1160 hodin slunečního svitu za rok. Většina z hlavních rysů zahrady byla vytvořena v pěti hlavních fázích jejího vývoje.

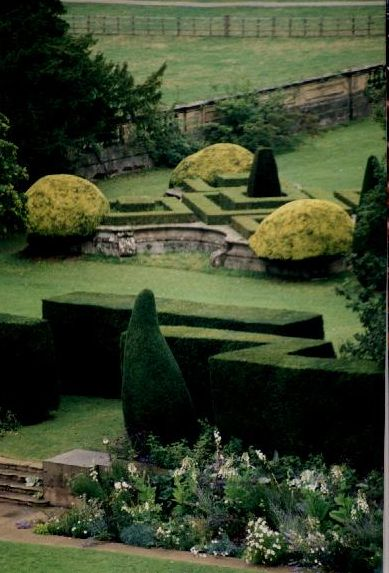
Bludiště.

Cascade a Cascade House je soubor kamenných schodů přes které teče voda ze sady vodotrysků nad nimi. Byl postaven v roce 1696 a přestavěn ve větším rozsahu v roce 1701. V roce 1703 byl dostavěn velký barokní chrám nazývaný Cascade House navržený Thomasem Archerem. V roce 2004 byl Cascade zvolen nejlepším vodním prvkem v Anglii porotou 45 zahradních expertů v soutěži Country Life. Atrakce má 24 schodů, každý je trochu jiný a s různými texturami, každý tak dává jiný zvuk, když přes něj voda stéká.

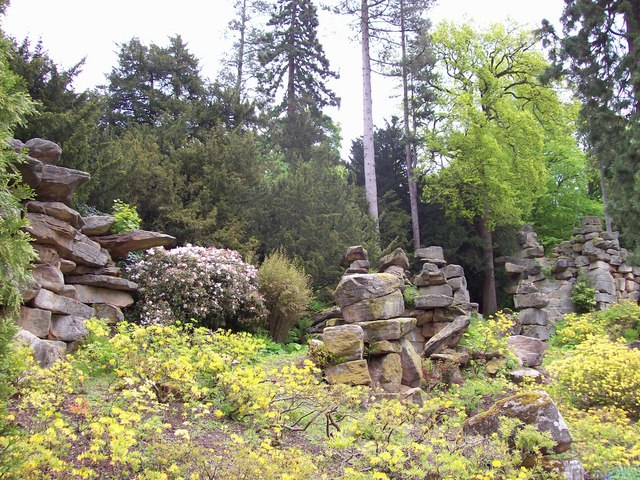

The Willow Tree Fountain je napodobeninou stromu, který stříká vodu na nic netušící ze svých větví. Spisovatelka Celia Fiennes si napsala do svého deníku: " Tam ... ve středu háje stojí vrba. Listy, kůra a vše vypadá velmi přirozeně, voda… …ale stříká z každého listu a z větví … …jsou vyrobeny z mosazi a potrubí vede do každého listu , ale ve vzhledu je přesně jako nějaká vrba." Strom byl vyměněn dvakrát a poté obnoven v roce 1983.

### Úpravy Lancelota "Capability" Browna
V roce 1755 byl pověřen přestavbou zahrady "Capability" Brown. Měl provést úpravy v duchu tehdejší módy do podoby anglického parku. H. Repton kritizoval Brownovu úpravu takto:„Mezi četnými názory na vkus, kterými slavný zahradní architekt ztratil náš obdiv, se často zmýlil v charakteru tekoucí vody. Příliš často byl schopen uměle upravit její tok, přeměněním živé řeky ve stojatý bazén, ne, on si dokonce dovolil zkrotit tok bouřlivé řeky Derwent v Chatsworth. Proměnil ji na krotkou a ospalou řeku nehodnou velkoleposti paláce hor.“

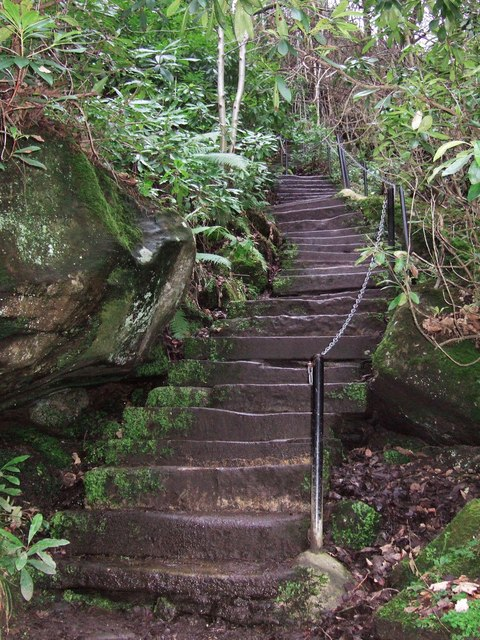
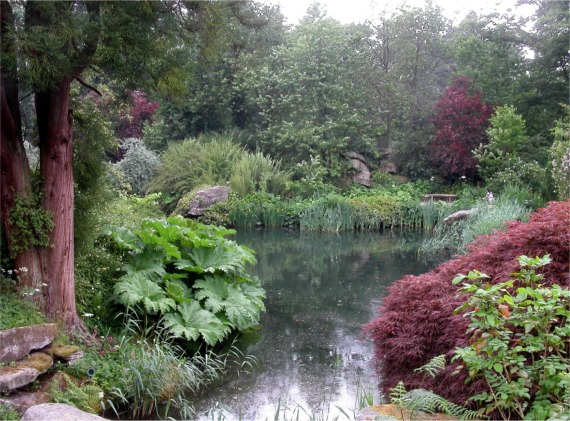
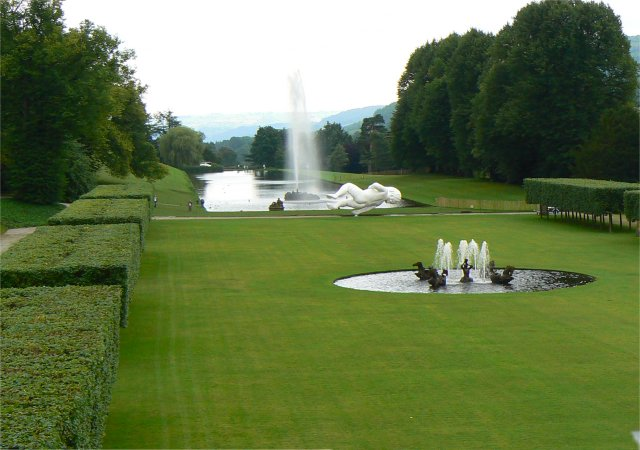
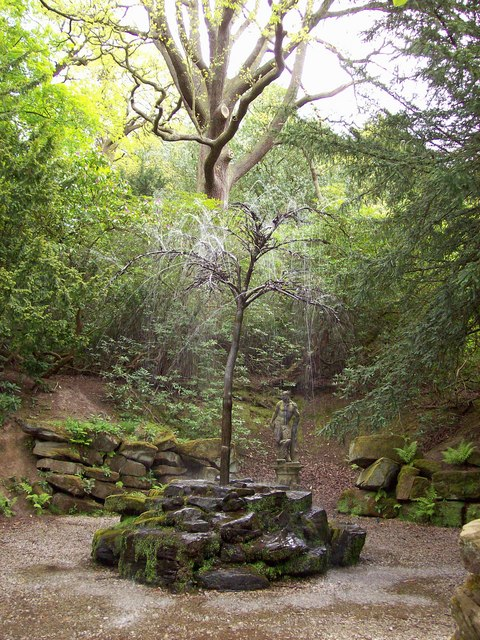
The Willow Tree Fountain